# Particular Justice
Particular Justice es una flota Covenant perteneciente al Universo de Halo

## Historia
Particular Justice fue por primera vez avistada en el planeta Harvest en el año 2520, 32 años antes de los ocurrido en Halo: Combat Evolved. También fue la Flota que atacó el planeta Reach y lo destruyó, y una sola nave humana salió The Pillar of Autumn, que fue perseguida hasta ser abordada y derribada en la órbita de la Instalación 04.
La flota de Particular Justice es comandada por lo que en el futuro sería el Inquisidor (Thel Vadam).
Todas las unidades Covenant que aparecen en Halo: Combat Evolved son de esta misma flota. Para cuando el Supremo Comandante supo sobre lo que el Jefe Maestro pretendía era demasiado tarde, Halo explotó junto con casi toda la flota, excepto por unas cuantas naves, incluyendo seis cruceros y una nave capital llamada Seeker of Truth.
El Supremo Comandante de Particular Justice fue enjuiciado más tarde en Suma Caridad y tachado de Hereje, aunque lo convirtieron en Inquisidor con el único propósito de matarlo en una de las misiones. Como dice Piedad: "¡Las misiones que harás como Inquisidor son suicidas! Morirás como todos los que te precedieron. ¡El Concilio tendrá el cuerpo que desea!"

## La Flota
No se sabe el tamaño exacto de la Flota Particular Justice pero al parecer tenía una docena de Cruceros de Batalla clase CCS, dos Transportes de Asalto(Assault Carrier) y otra docena de naves más pequeñas que conformaban un ejército formidable.

### Naves
- Seeker of Truth: La nave capital de la flota, comandada por el Supremo Comandante y capturada por el Jefe Maestro
- Ascendant Justice: Nave Capital, donde se trasladó el Supremo Comandante.
- The Truth and Reconciliation: Crucero de batalla clase CCS infestado por los Flood.
- Infinite Succor: Nave de Soporte Agrícola dirigida por el Profeta Menor Ministro de Etiología e infestada también por los Flood.

- Datos: Q6063886